# گمینا گوشچن
گمینا گوشچن (به لهستانی:  Gmina Goszczyn) یک گمینا در لهستان است که در شهرستان گرویتس واقع شده‌است. گمینا گوشچن ۵۶٫۹۹ کیلومتر مربع مساحت و ۲٬۹۴۳ نفر جمعیت دارد.